# Офелл
Офелл, также Офелла (греч. Οφελλας, лат. Ophellas; погиб в 308 до н. э.) — правитель Киренаики в 322—308 годах до н. э.
Участвовал в походах Александра Македонского. Арриан упоминает имя Офелла среди капитанов трирем в речном флоте во время индийского похода Александра 327 года до н. э. После смерти македонского царя примкнул к одному из диадохов Птолемею, который правил в Египте. В 322 году до н. э. бывший военачальник Александра отправил Офелла во главе войска на покорение, расположенной западнее Египта, Киренаики. После завоевания данной области был назначен в ней наместником Птолемея. Через десять лет Офелл восстал против царя. Птолемей не имел возможности отправить в мятежную область армию, так как вёл другие войны. Впоследствии между ними был заключён мир. Офелл признавал власть Птолемея, обещал не вести против него военных действий, а взамен получал столь широкую автономию, что становился практически независимым правителем Киренаики.
В 308 году до н. э. примкнул с войском к армии сиракузского тирана Агафокла, которая сражалась в Африке с Карфагеном. Вскоре после того как Офелл с солдатами совершил тяжёлый двухмесячный переход через пустыню, Агафокл убил своего союзника. После, сиракузский тиран щедрыми обещаниями убедил войско правителя Киренаики сложить оружие. Солдаты были вынуждены присоединиться к армии Агафокла.

## Происхождение. Ранние годы. Правитель Киренаики

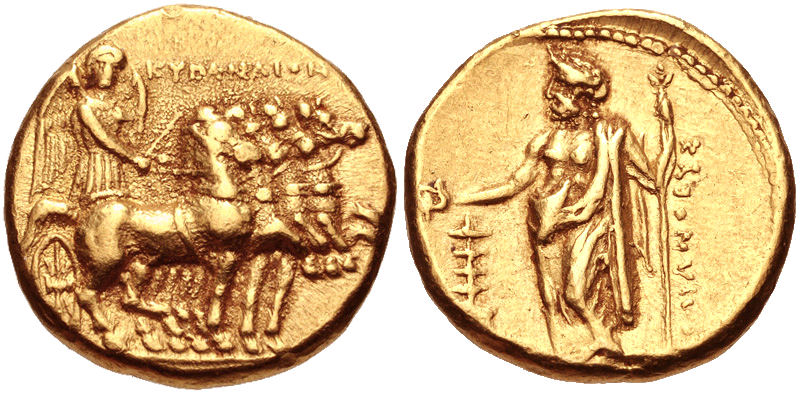
Золотой киренский статер 322—313 годов до н. э.

Офелл, сын Силена, родился в столице Македонии Пелле. В молодости участвовал в походе Александра Македонского в Азию. Арриан упоминает Офелла среди капитанов трирем в речном флоте во время индийской кампании 327 до н. э. После смерти Александра в 323 году до н. э. Офелл примкнул к получившему власть в Египте диадоху Птолемею. В 322 году до н. э. в расположенной западнее Египта Киренаике разгорелась война, когда из Спарты прибыл со своими наёмниками Фиброн. Ему не удалось быстро захватить Киренаику. В Кирене, которая испытывала недостаток в продовольствии, изгнали богатых граждан, а их имущество конфисковали. Аристократы бежали либо к Фиброну, либо ко двору Птолемея. Беглые олигархи просили Птолемея помочь им вернуться на родину. Для правителя Египта события вокруг Кирены были прекрасной возможностью присоединить богатый приморский город к своим владениям. Противоборство партий в Кирене и война с Фиброном истощили силы города. 
Предположительно летом 322 года до н. э. Птолемей отправил в Кирену сильные войско и флот во главе с Офеллом. Граждане Кирены осознали опасность быть покорёнными Птолемеем и предложили союз Фиброну, чтобы общими силами победить египтян. Однако, этот союз уже не мог спасти ни Фиброна от поражения, ни Кирену от завоевания. Офелл сначала отправил часть своих войск под командованием Эпикида Олинфского в Тевхиру, а сам вступил в бой с объединёнными силами Фиброна и киренцев. После поражения Фиброн бежал в область Тевхиры, где надеялся найти защиту, но вместо этого был схвачен войсками Эпикида. Официально область стала частью эллинистического Египта, однако реальной властью в ней обладал Офелл, который правил в качестве вассала Птолемея.
Об особенностях правления Офелла практически ничего не известно. В 313 году до н. э. в Кирене вспыхнул мятеж. Солдаты были вынуждены запереться в цитадели, где и оставались до прихода египетских войск во главе с Агисом, которые усмирили бунтовщиков. После подавления восстания власть была вновь передана Офеллу. В следующем 312 году до н. э. Офелл восстал против правителя Египта. Птолемей, который был вынужден вести несколько войн, не имел возможности отправить достаточное количество войск в Киренаику. Возможно пойти на измену Офелла убедили послы воевавшего с Птолемеем диадоха Антигона. По договору 311 года до н. э. между правителями Египта и Киренаики был заключён мир. Офелл признавал власть Птолемея, обещал не вести против него военных действий, а взамен получал столь широкую автономию, что становился практически независимым правителем Киренаики. Таким образом власть Птолемея над областью становилась символической, а Офелла — реальной.
Об амбициях Офелла свидетельствует его брак с знатной афинянкой Эвридикой, ведшей род от победителя персов в битве при Марафоне Мильтиада. Также он поддерживал дружественные отношения с Афинами.

## Союз с Агафоклом. Гибель
В 310 году до н. э. в Африке, неподалёку от Карфагена, высадилось греческое войско под командованием тирана Сиракуз Агафокла. В битве при Белом Тунисе карфагеняне потерпели поражение. Несмотря на победу в непосредственной близости к столице врага, у Агафокла не было достаточных сил взять город штурмом. Отсутствие флота влекло за собой невозможность полноценной осады находящегося на побережье города. Греческий полководец нуждался в союзниках. К Офеллу был отправлен посол Орфон. Он убедил руководителя Кирены присоединиться к войне с карфагенянами. Офеллу были обещаны все захваченные в Африке города. Орфон подчёркивал, что Агафоклу будет достаточно Сицилии, да и он при всём желании не смог бы управлять заморскими владениями.
При подготовке к походу Офелл отправил вербовщиков в Афины. Многие жители города последовали его призыву, так как не только рассчитывали на богатую военную добычу, но и хотели эмигрировать из родного города переживавшего непростые времена. Офелл собрал армию в десять тысяч пехоты, шесть тысяч всадников, сто колесниц и отправился на помощь Агафоклу. Поход длился около двух месяцев. Он оказался чрезвычайно тяжёлым. Солдаты шли через пустыню в условиях недостатка воды и съестных припасов, зноя, угрозы со стороны хищных зверей, которые нападали на отстающих, а также множества ядовитых змей на пути. К этому всему в войске началась лихорадка. Когда Агафокл увидел обессиленное вследствие изнурительного похода войско, то приказал своим солдатам напасть на киренцев и убить Офелла. После, сиракузский тиран щедрыми обещаниями убедил остальную армию сложить оружие и присоединиться к его войскам.
После гибели Офелла Киренаика осталась без правителя. Птолемей воспользовался ситуацией и захватил область. Жена Офелла Эвридика вернулась в Афины, где через год или два вышла замуж за будущего царя Македонии диадоха Деметрия.